# اچ‌ام‌اس استورجن (۷۳اس)
اچ‌ام‌اس استورجن (۷۳اس) (به انگلیسی: HMS Sturgeon (73S)) یک زیردریایی بود که طول آن ۲۰۲ فوت ۶ اینچ (۶۱٫۷۲ متر) بود. این زیردریایی در سال ۱۹۳۲ ساخته شد.